# Ивона Матковска
Ивона Нина Матковска (пољ. Iwona Nina Matkowska; Жари, 28. мај 1982) је пољска репрезентативка у рвању. Члан је Рвачког клуба Аргос из Жарија. Такмичи се у категорији до 48 кг. Завршила је спортску академију. Професионално ради у војсци од 2010. 
У десетогодишњој каријери учествовала је на свим великим такмичењима. Највише успеха имала је на Европском првенству где је једном била прва (2012), једном сребрна (2005) и 3 пута бронзана (2008, 2010, и 2011). На светским првенствима има бронзу (2006) и сребро (2014).
Учествовала је и на Олимпијским играма у Лондону и заузела 7 место.